# Aubrey Boomer
Aubrey Basil Boomer (Grouville, 1 november 1897 – Brussel, 2 oktober 1989) was een Engels golfprofessional uit het begin van de 20ste eeuw.

## Jeugd
Aubrey en zijn broer Percy (1874-1949) groeiden op op Jersey. Hun vader George was schoolleraar in Grouville en had in 1902 de golfbaan van de La Moye Golf Club aangelegd. Percy werd ook eerst leraar, voordat hij in 1896 golfpro wordt, maar Aubrey wist al eerder waar zijn toekomst lag.

## Loopbaan
Hij won onder meer:
- 1921: Open de France op de Golf de la Boulie met een score van 135.
- 1922: Open de France op de Golf de la Boulie met een score van 286.
- 1922: Belgisch Open op de Royal Zoute Golf Club met een score van 150.
- 1924: Dutch Open op de Haagsche Golf met een score van 138.
- 1925: Dutch Open op de Haagsche Golf met een score van 144.
- 1925: Roehampton Invitation
- 1926: Dutch Open op de Haagsche Golf met een score van 151.
- 1926: Open de France op de Golf de la Boulie
- 1926: Belgian Open op de Royal Zoute Golf Club met een score van 137.
- 1927: Dutch Open op de Haagsche Golf met een score van 147.
- 1927: South Open in Argentinië met een score van 282
- 1929: Open de France op de Golf de Saint-Cloud
- 1932: Italian Open met een score van 143

In 1921 won Boomer het Franse Open met zeven slagen voorsprong op Arnaud Massy, zijn vroegere golfleraar. Een week later speelde hij het Nationaal Open in Le Touquet.

In 1922 verbeterde hij op La Boulie het baanrecord van 68 met drie slagen. Nummer twee van het toernooi, Eugène Lafitte uit Biarritz verbeterde het oude record een dag later met één slag.

In 1924 werd hij tweede op het Belgisch Open met 146. Walter Hagen won met 143.

In 1927 speelde Boomer in de eerste Ryder Cup. Deze vond plaats op de Worcester Country Club in Massachusetts. De Britten werden verslagen. Datzelfde seizoen eindigde hij op de tweede plaats bij het Britse Open achter Bobby Jones.

In 1929 verbeterd hij tijdens het Open het baanrecord van St Cloud, dat op 61 kwam te staan. Hij won het Open, Horton Smith werd tweede en Gene Sarazen derde.

Hij bleef de rest van zijn leven in Frankrijk wonen.

## Teams
- Ryder Cup: 1927, 1929

## Golfleraar
Met zijn broer Percy Boomer richt hij op de Golf de Saint-Cloud een golfschool op. De club is in 1911 opgericht, en zij zijn de eerste pro's die er les geven, maar het is onduidelijk wanneer ze begonnen zijn, in ieder geval voor 1921. De taken zijn verdeeld, Percer geeft les en Aubrey heeft tijd om te spelen.
Tijdens de Tweede Wereldoorlog was Aubrey Boomer Captain bij de Royal Engineers